# Kerstin Helmecke
Kerstin Helmecke (* 12. November 1960 in Klötze) ist eine deutsche Politikerin (DVU). Sie war von 1998 bis 2002 Mitglied im Landtag von Sachsen-Anhalt.

## Ausbildung und Leben
Kerstin Helmecke besuchte 1967 bis 1977 die 10-klassige POS. 1977 bis 1979 war sie Fachverkäuferin für Waren des täglichen Bedarfs und 1979 bis 1998 Fachverkäuferin Lebensmittel. In den Jahren 1980 bis 1987 war sie Maschinistin bei der Freiwilligen Feuerwehr Salzwedel.
Kerstin Helmecke ist konfessionslos, geschieden und hat zwei Kinder.

## Politik
Kerstin Helmecke wurde bei der Landtagswahl in Sachsen-Anhalt 1998 über die Landesliste in den Landtag gewählt. Im Landtag war sie Schriftführerin und stellvertretende Vorsitzende des Ausschusses für Petitionen und Mitglied in der Enquetekommission „Zukunftsfähiges Sachsen-Anhalt“.